# (35068) 1989 SF4
(35068) 1989 SF4 es un asteroide perteneciente al cinturón de asteroides descubierto el 26 de septiembre de 1989 por Eric Walter Elst desde el Observatorio de La Silla, Chile.

## Designación y nombre
Designado provisionalmente como 1989 SF4.

## Características orbitales
1989 SF4 está situado a una distancia media del Sol de 3,011 ua, pudiendo alejarse hasta 3,186 ua y acercarse hasta 2,836 ua. Su excentricidad es 0,057 y la inclinación orbital 10,74 grados. Emplea 1908,87 días en completar una órbita alrededor del Sol.

## Características físicas
La magnitud absoluta de 1989 SF4 es 14. 